# Лопес Масиэл, Фабио Дейвисон
Фабио (полное имя — Фабио Де́йвсон Лопес Масиэл) (порт. Fábio Deivson Lopes Maciel; 30 сентября 1980, Нобрис, штат Мату-Гросу) — бразильский футболист, вратарь, проведший большую часть своей карьеры в «Крузейро». Призывался в национальную сборную Бразилии с 2003 года, однако за основу не дебютировал.

## Биография
Фабио родился в штате Мату-Гросу, в муниципалитете Нобрес, в 140 км от столицы штата Куябы. Там он жил до 12 лет, пока семья не переехала в город Апаресида-ду-Табоаду (штат Мату-Гросу-ду-Сул) в связи со сменой работы его отца. Этот город находится на границе с футбольными штатами Минас-Жерайс и Сан-Паулу и вскоре юного вратаря заметили в скромной команде «Униан Бандейранте» из города Бандейрантис с самого севера штата Парана. Этот случай помог дальнейшему карьерному росту Фабио. Его стали вызывать в юношескую сборную Бразилии, в составе которой в 1997 году он выиграл сначала чемпионат Южной Америки, а затем и чемпионат мира в своей возрастной категории. Партнёрами по той команде у него были такие футболисты как Роналдиньо, Матузалем и Диого Ринкон.
Уже в 1998 году Фабио был взят в аренду одним из лучших клубов штата — «Атлетико Паранаэнсе», который как раз вернулся в Серию A чемпионата Бразилии. Бороться за место в основе «красно-чёрных» было сложно и за два года Фабио провёл в основе считанное число матчей. В 2000 году он был отдан в аренду в «Крузейро», где за полгода он успел выиграть Кубок Бразилии. Вторую половину чемпионата он провёл в составе «Васко да Гамы», где основным вратарём был Элтон. Несмотря на это, Фабио был участником команды, которая завоевала Кубок Меркосул и стала победителем Кубка Жоао Авеланжа 2000 года — то есть де-факто став чемпионом Бразилии. В 1999 году в составе молодёжной сборной принял участие в чемпионате мира, но для Бразилии тот турнир сложился неудачно.
В 2001—2004 годах Фабио был первым номером для «Васко да Гамы». С 2003 года он стал призываться в основную сборную Бразилии. В том году он был в заявке на Кубке конфедераций, а в 2004 — в заявке сборной Бразилии на Кубке Америки. Не сыграв на этом турнире ни одного матча (основным вратарём был Жулио Сезар, который был игроком основы в молодёжной сборной ещё в 1999 году), Фабио также завоевал золотую медаль первенства.
В 2006 году Фабио был признан лучшим игроком среди всех футболистов, представляющих штат Минас-Жерайс, завоевав приз имени Теле Сантаны. Этот же трофей он выигрывал в 2006, 2008 и 2009 годах в качестве лучшего вратаря штата. В 2010 году Фабио вошёл в символическую сборную чемпионата Бразилии сразу по двум главным версиям — версии Placar (Серебряный мяч), а также Globo и КБФ (Craque do Brasileirão).
2 июня 2010 года имя Фабио было увековечено на Алее Славы стадиона «Минейран». Он стал третьим вратарём, удостоенным подобной чести, после Раула Пласмана и Жуана Лейте.
В 2010-е годы Фабио стал одним из символов успехов «Крузейро» — в 2013 и 2014 годах клуб становился чемпионом Бразилии, в 2017 и 2018 годах завоёвывал Кубок Бразилии, ещё четырежды становился чемпионом штата. По итогам сезона 2019 года «Крузейро» впервые в своей истории вылетел из бразильской Серии A. Фабио не покинул команду, и остался в ней даже в Серии B. После завершения сезона 2021 руководство клуба не стало продлевать контракт с 41-летним ветераном и капитаном.

## Достижения
Клубные
- Чемпион штата Рио-де-Жанейро (1): 2003
- Чемпион штата Минас-Жерайс (7): 2006, 2008, 2009, 2011, 2014, 2018, 2019
- Чемпион штата Парана (1): 1998
- Чемпион Бразилии (3): 2000, 2013, 2014
- Чемпион Кубка Бразилии (2): 2000, 2017, 2018
- Победитель Кубка Меркосур (1): 2000

В сборной
- Обладатель Кубка Америки (1): 2004 (не играл)
- Чемпион мира (до 17 лет) (1): 1997
- Чемпион Южной Америки (до 17 лет) (1): 1997

Личные
- В символической сборной Бразилии (Placar) (2): 2010, 2013
- В символической сборной Бразилии (Globo и КБФ) (2): 2010, 2013
- Рекордсмен «Крузейро» по числу сыгранных матчей — 795 в чемпионатах штата и Бразилии, и более 900 во всех турнирах.